# Hossein Derakhshan

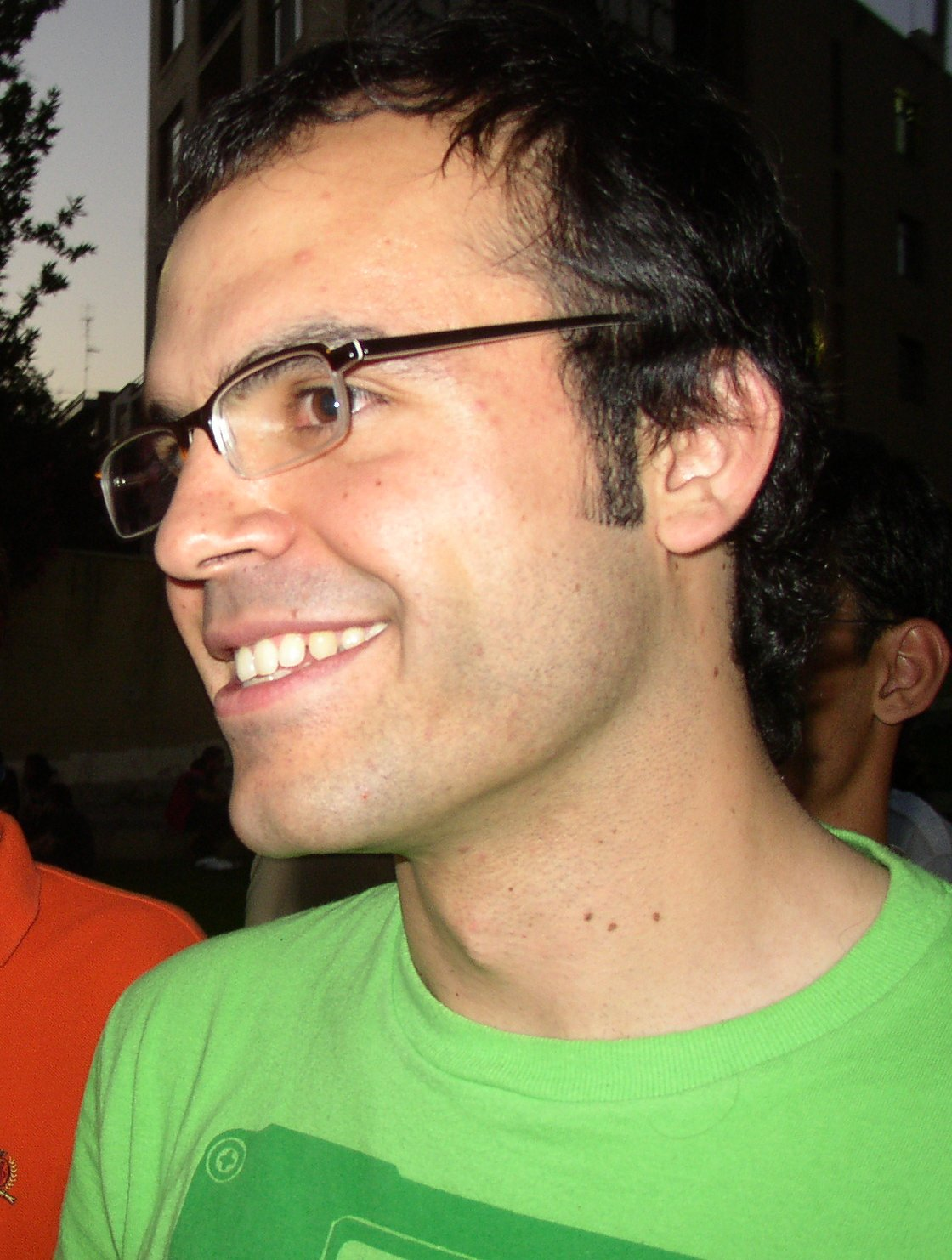
Hossein Derakhshan

Hossein Derakhshan (* 7. Januar 1975) ist ein kanadisch-iranischer Blogger und politischer Aktivist. Er gilt als der Begründer der iranischen Blogger- und Podcastbewegung. Er wurde 2008 von der iranischen Regierung aus politischen Motiven verhaftet und war bis zum 19. November 2014 im Evin-Gefängnis inhaftiert.

## Leben
Ende der 1990er Jahre arbeitete er als Journalist auch für die Zeitung Asre-Azadegan. Im Jahr 2000 ging Derakhshan zum Studieren nach Toronto. Am 11. September 2001 stieß er bei der Informationssuche auf Blogs und begann kurz danach selbst mit dem Bloggen. Am 5. November 2001 veröffentlichte er eine Schritt-für-Schritt-Anleitung auf Persisch, wie man einen Blog beginnt. Später eröffnete er den Blog hoder.com mithilfe der Publishing-Plattform Blogger.
Dies führte zu einem großen Wachstum der persischen Blogszene, welches später „Blogger-Revolution“ genannt wurde. Im Jahr 2004 waren 64.000 persische Blogs registriert, womit der Iran das Land mit den fünftmeisten Bloggern der Welt war.
Am 1. November 2008 wurde er verhaftet. Nach zwei Jahren Untersuchungshaft wurde Derakhshan dann im September 2010 von Abolqasem Salavati, Richter der 15ten Abteilung des Islamischen Revolutionsgerichts zu 19 Jahren und 6 Monaten Gefängnis sowie einer Geldstrafe von 30.000 Euro verurteilt. Ihm wurde Blasphemie, Propaganda gegen die islamische Regierung, Kollaboration mit feindlichen Regierungen und das Betreiben einer obszönen Website vorgeworfen. Im Juni 2011 wurde das Urteil bestätigt. Am 9. Dezember 2010 wurde Derakhshan zeitweise gegen eine Kautionszahlung von umgerechnet 1,5 Millionen US-Dollar freigelassen.
Am 6. Mai 2011 aktualisierte Derakhshan sein Facebook-Profil mit einer Reihe von Fotos und dem kurzen Status-Update „On a very short leave from Evin“.
Am 19. November 2014 wurde er nach einer Begnadigung durch Ajatollah Ali Chamenei aus der Haft entlassen.
2015 wandte er sich in einem Essay gegen soziale Medien wie Facebook, Twitter oder Instagram, die seiner Meinung nach zur Informationszentralisierung und damit leichteren Kontrollierbarkeit sowie zur Verflachung des Diskurses führten. Während seiner Haftzeit hätten diese die Blogs als Diskussionsmedien abgelöst.